# 潜艇探测系统
潜艇探测系统是反潜战的一部分，同时是战略核威慑的重要组成部分。因为它们可以探测到潜艇的位置进而破坏三位一体战略核反击力量的其中之一。

## 设备类型
潜艇探测系统主要分为两大类：声学和非声学。
声学系统又分为主动声纳系统和被动声纳系统（例如SOSUS），旨在探测潜艇运行时所发出的的声学特征，进而进行识别及定位。
非声学系统根据其他的物理原理工作，包括使用磁异常探测器和SOKS等系统，这些系统通过探测微量化学物质、热量变化、潜艇的尾迹和放射物质等现象进行工作。  